# آن فينوكان
آن فينوكان (بالإنجليزية: Anne Finucane)‏ هي مصرفية أمريكية، ولدت في عقد 1950.